# El día que la tierra sonrió

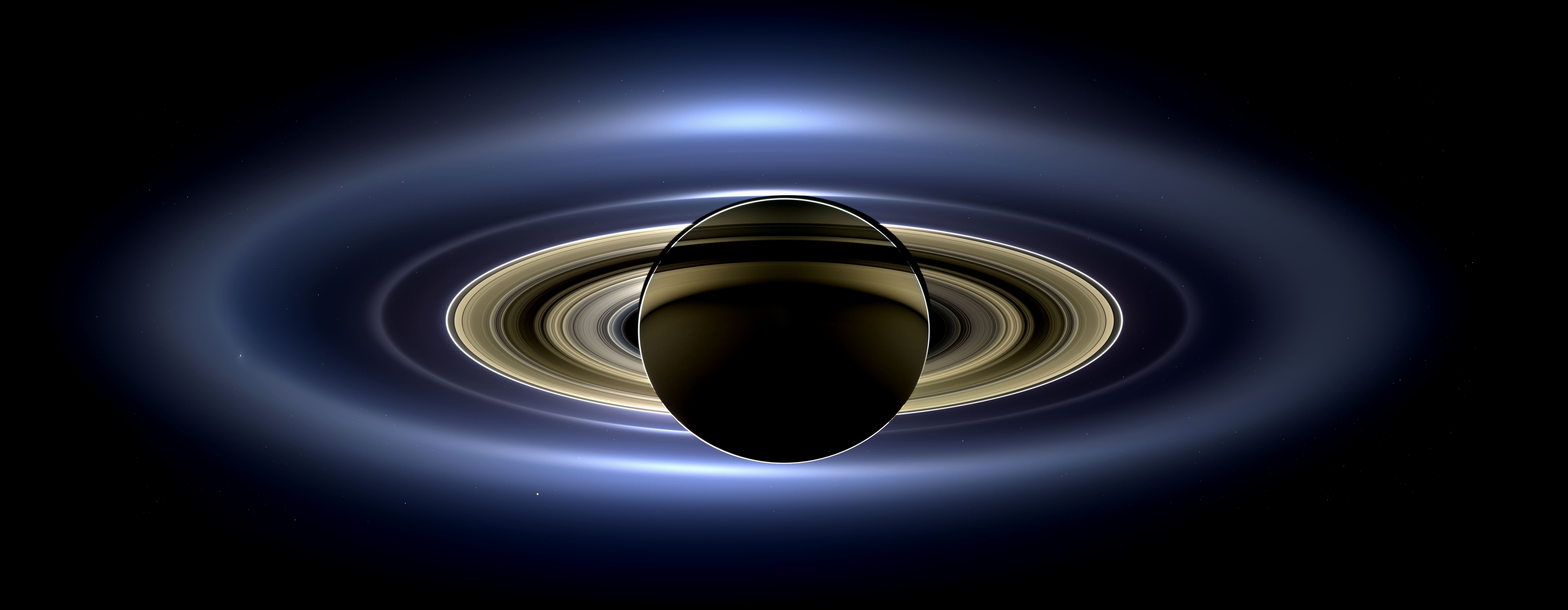
Composición fotográfica completamente procesada de Saturno tomada por Cassini el 19 de julio de 2013.

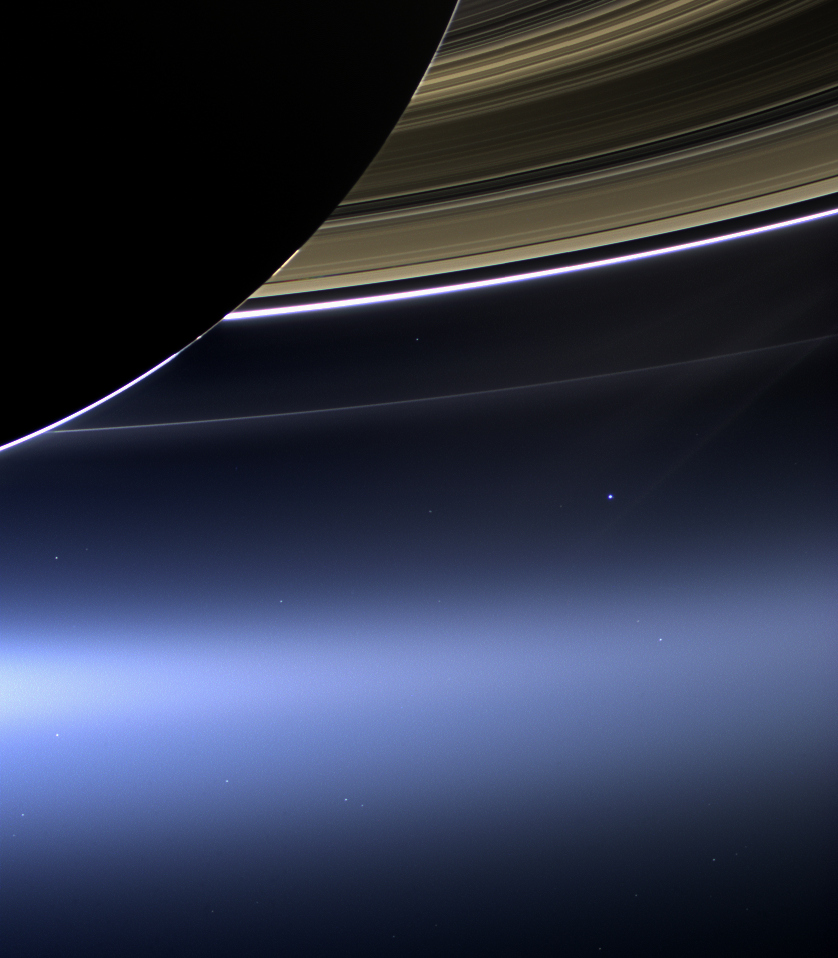
La Tierra se puede ver como un punto azul debajo de los anillos de Saturno.

El fotomosaico de la campaña "Wave at Saturn" de la NASA. El collage incluye unas 1.600 fotografías tomadas por miembros del público El día que la Tierra sonrió.

El día que la Tierra sonrió es una composición fotográfica tomada por la sonda espacial Cassini de la NASA el 19 de julio de 2013. Durante un eclipse de Sol, la nave espacial giró para obtener una imagen de Saturno y la mayor parte de su sistema de anillos visibles, así como de la Tierra y la Luna como puntos pálidos distantes. La nave espacial había tomado dos veces fotografías similares (en 2006 y 2012) en sus nueve años anteriores en órbita alrededor del planeta. El nombre también hace referencia a las actividades asociadas al evento, así como al mosaico fotográfico creado a partir del mismo.
Concebido por la científica planetaria Carolyn Porco, líder del equipo de imágenes de Cassini, el concepto instó a la gente del mundo a reflexionar sobre su lugar en el universo, a maravillarse con la vida en la Tierra y, en el momento en que se tomaron las imágenes, para mirar arriba y sonreír en celebración.
El mosaico final capturado el 19 de julio, procesado en el Laboratorio Central de Operaciones de Imágenes de Cassini (CICLOPS), se hizo público el 12 de noviembre de 2013. La fotografía incluye la Tierra, Marte, Venus y muchas lunas de Saturno. Una imagen de mayor resolución, que representa a la Tierra y la Luna como puntos de luz distintos, fue tomada con la cámara de ángulo estrecho Cassini y fue publicada poco después.

## Eventos
La sonda Cassini tomó imágenes de la Tierra y la Luna desde cerca de mil millones de millas de distancia a las 21:27 UTC del 19 de julio de 2013. Para celebrar la ocasión se programaron una serie de actividades:
- Se creó un sitio web como portal de actividades asociadas con el 19 de julio[8] En él, Porco animó al mundo a celebrar la vida en el planeta Tierra y los logros de la humanidad en la exploración del Sistema Solar.
- Astrónomos sin Fronteras coordinó eventos a nivel internacional.[9]
- La NASA encabezó un evento relacionado llamado 'Ola en Saturno' "para ayudar a reconocer el histórico retrato interplanetario a medida que se toma".[10]
- La compañía de Porco, Diamond Sky Productions, llevó a cabo un concurso "Mensaje a la Vía Láctea". Las personas podían enviar una foto digital tomada el 19 de julio y/o una composición musical. Las entradas ganadoras se transmitieron como un mensaje a los extraterrestres, "a la Vía Láctea desde el Radiotelescopio de Arecibo en Puerto Rico".[11] Esto sigue el ejemplo establecido en 1974, cuando el primer esfuerzo serio de comunicación con civilizaciones alienígenas, el mensaje de Arecibo, fue transmitido desde Arecibo.[cita requerida]

## Resultados
Las imágenes sin procesar de Cassini se recibieron en la Tierra poco después del evento, y un par de imágenes procesadas, una imagen de alta resolución de la Tierra y la Luna, y una pequeña porción del mosaico final de gran angular que muestra la Tierra, se enviaron a al público unos días después de la secuencia de imágenes del 19 de julio.
El procesamiento del mosaico completo se llevó a cabo en CICLOPS bajo la dirección de Porco durante aproximadamente dos meses. Durante las cuatro horas que tardó Cassini en fotografiar los 647,808 kilómetros (402,5 mi) -amplia escena, la nave espacial capturó un total de 323 imágenes, 141 de las cuales se utilizaron en el mosaico. La NASA reveló que esta imagen marcó la primera vez que cuatro planetas (Saturno, la Tierra, Marte y Venus) fueron capturados a la vez en luz visible por la nave Cassini. También fue la primera vez que la gente de la Tierra supo de antemano que su imagen sería tomada desde el Sistema Solar exterior.
El lanzamiento oficial de la NASA del mosaico final El día que la Tierra sonrió el 12 de noviembre de 2013 fue recibido con mucha fanfarria en los medios de comunicación de todo el mundo. La imagen apareció en la portada de The New York Times al día siguiente. Figuras públicas, incluido el productor de medios Seth MacFarlane, elogiaron la imagen. El mosaico también fue presentado por Carolyn Porco y dedicado al difunto astrónomo Carl Sagan, en una ceremonia en la Biblioteca del Congreso en honor a la adquisición de los artículos de Sagan. Además, el 12 de noviembre se publicó un collage de imágenes enviadas por 1.600 miembros del público a la campaña "Wave at Saturn" de la NASA.